# Roza Romm
Rozalija (Roza) Dawydowna Romm (ros. Розалия (Роза) Давыдовна Ромм, ur. 24 lutego?/8 marca 1916 w Orenburgu, zm. w 2001) – radziecka i rosyjska kompozytorka.

## Życiorys
Studiowała w Konserwatorium Moskiewskim u Wissariona Szebalina, ukończyła studia w Moskwie w 1945 roku. Uczyła w moskiewskich szkołach muzycznych w latach 1955–1975. 
Jej mężem był Gienrich Litinski, radziecki kompozytor urodzony na Ukrainie.

## Nagrody
- Zasłużony Działacz Sztuk Jakuckiej ASRR (1964)[3]

## Twórczość
Komponowała m.in. muzykę orkiestrową i kameralną, utwory chóralne, pieśni na głos i fortepian, utwory dla dzieci. Niektóre jej utwory czerpały motywy z ludowej muzyki jakuckiej. Wybrane dzieła:
- I Kwartet smyczkowy (1940)[2]
- Suita jakucka[2] (1946–1970[3])
- II Kwartet smyczkowy (1947)[2]
- Uwertura na tematy jakuckie (1949)[2]
- Pro wysotnyj dom = Pod wysotu niebiesnuju na chór dziecięcy (publ. 1954)[7]
- Intermezzo na tematy jakuckie (1955)[2]
- Rapsodia na tematy żydowskie na klarnet i fortepian[2]
- Sonatina na harfę (1955)[2]
- Czurum Czurumczuku, bajka symfoniczna[8]